# Neil Arthur
Neil Arthur (* 15. Juni 1958 in Lancashire, Nordwestengland) ist ein britischer Singer-Songwriter.

## Biografie
Gemeinsam mit dem Keyboarder Stephen Luscombe gründete Arthur 1979 das Popduo Blancmange, das sich bis zu seiner Trennung im Jahr 1986 mit zehn Singles und drei Alben in den englischen Charts platzieren konnte. In der Folgezeit engagierte er sich in der Synth-Pop-Band West India Company, zu der neben anderen Musikern auch Luscombe gehörte.
1992 erschien Arthurs Solosingle One Day, One Time, die wenig Beachtung fand. Erst 1994 veröffentlichte er den Nachfolger I Love I Hate. Das Lied stieg im Februar des Jahres in die UK-Charts, hielt sich dort 2 Wochen und erreichte Platz 50. Beide Lieder befinden sich auch auf dem im selben Jahr erschienenen Album Suitcase.
2006 war Arthur als Sänger, Songwriter und Produzent am Album The Bhutan Philharmonic des Bhutan Philharmonic Orchestras beteiligt. 2011 reaktivierte er mit Luscombe das Projekt Blancmange.

## Diskografie
Album
- 1994: Suitcase

Singles
- 1992: One Day, One Time
- 1994: I Love I Hate